# تسيب النطاق
تسيب النطاق أو تمدد النطاق أو زحف النطاق (بالإنجليزية: Scope creep)‏ (يسمى أيضًا تسيب المتطلبات، أو متلازمة حوض المطبخ) هي ظاهرة في إدارة المشاريع تشير إلى التغييرات أو النمو المستمر أو غير المنضبط في نطاق المشروع في أي مرحلة بعد بدء المشروع. يمكن أن يحدث هذا عندما لا يتم تحديد نطاق المشروع أو توثيقه أو التحكم فيه بشكل صحيح. تعتبر ضارة بشكل عام. يرتبط تسيب النطاق بتسيب الميزة ولكنه متميز عنه لأن زحف الميزة يشير إلى الميزات بينما يشير زحف النطاق إلى المشروع بأكمله.
يمكن أن يحدث تسيب النطاق نتيجة لما يلي:
- ضعف التحكم في إدارة التغييرات
- عدم وجود تحديد مبدئي مناسب لما هو مطلوب لتحقيق أهداف المشروع
- ضعف مدير المشروع أو الراعي التنفيذي
- ضعف الاتصال بين الأطراف
- عدم تعددية الاستعمال للمنتج الأولي

يمكن أن تؤثر هذه الجوانب على الكفاءات التشغيلية للشركاتخاصةً عندما تشارك في علاقات طويلة الأمد. تسيب النطاق هو خطر في معظم المشاريع. تقع معظم المشاريع العملاقة ضحية لنطاق التسيب النطاق (انظر المشاريع العملاقة والمخاطر). غالبًا ما يؤدي تسيب النطاق إلى تجاوز التكلفة. من الصعب مواجهة إستراتيجية «القيمة المجانية» وتبقى تحديًا صعبًا حتى لأكثر مديري المشاريع خبرة.